# مشروع شاريوت النووي

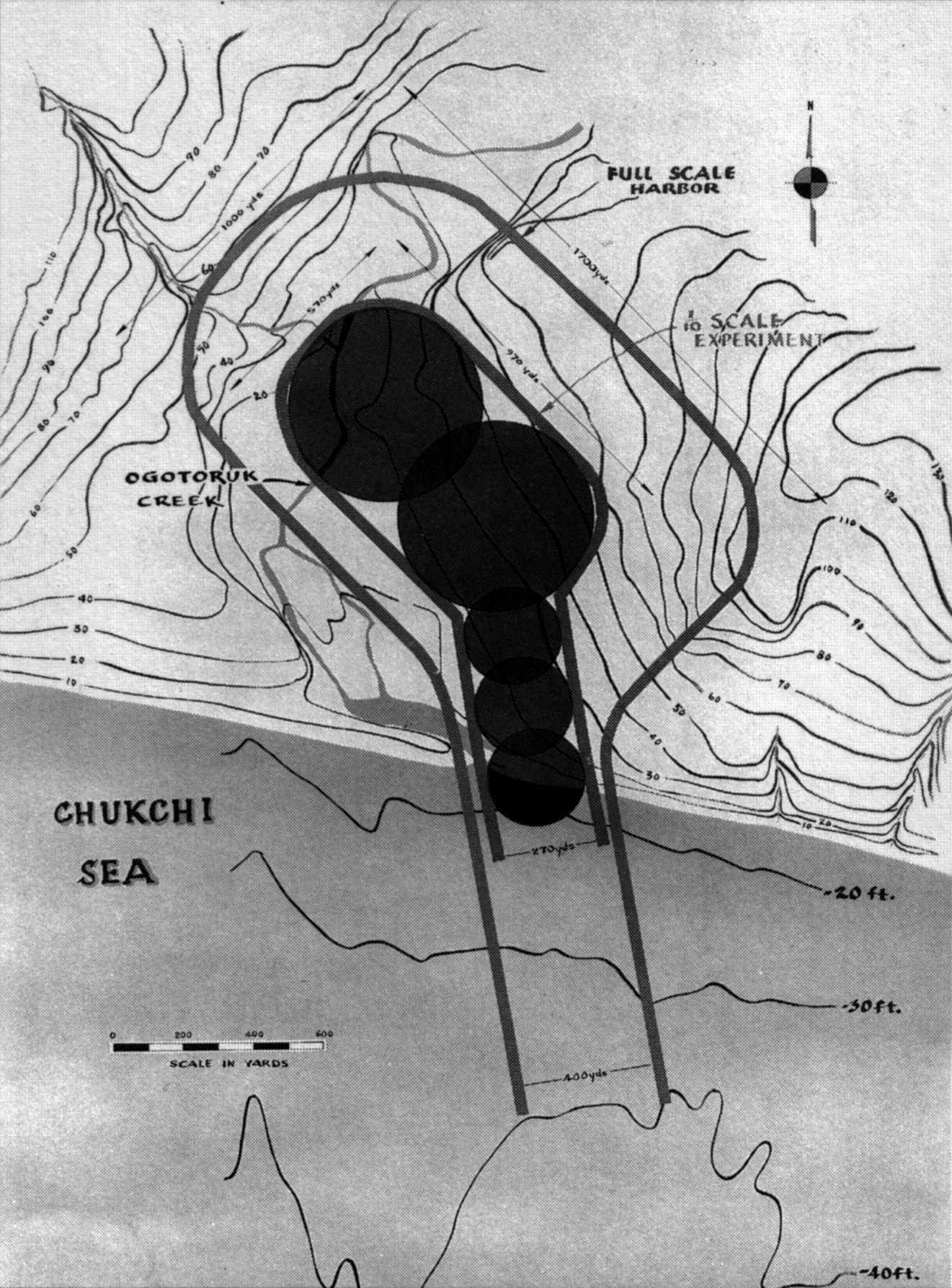
خمسة أجهزة نووية حرارية لإنشاء ميناءالاصطناعي.

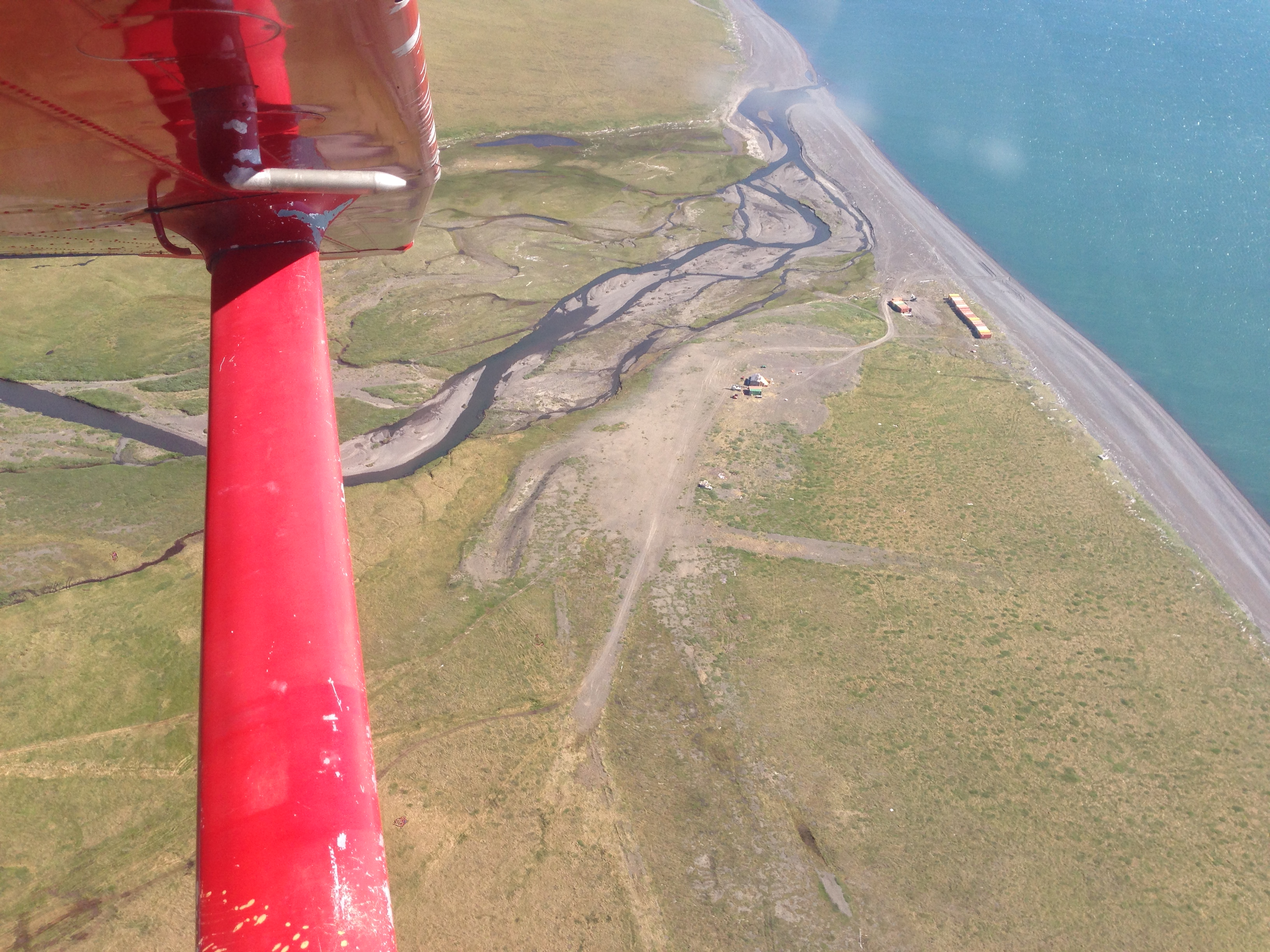
الموقع المقترح للميناء الاصطناعي.

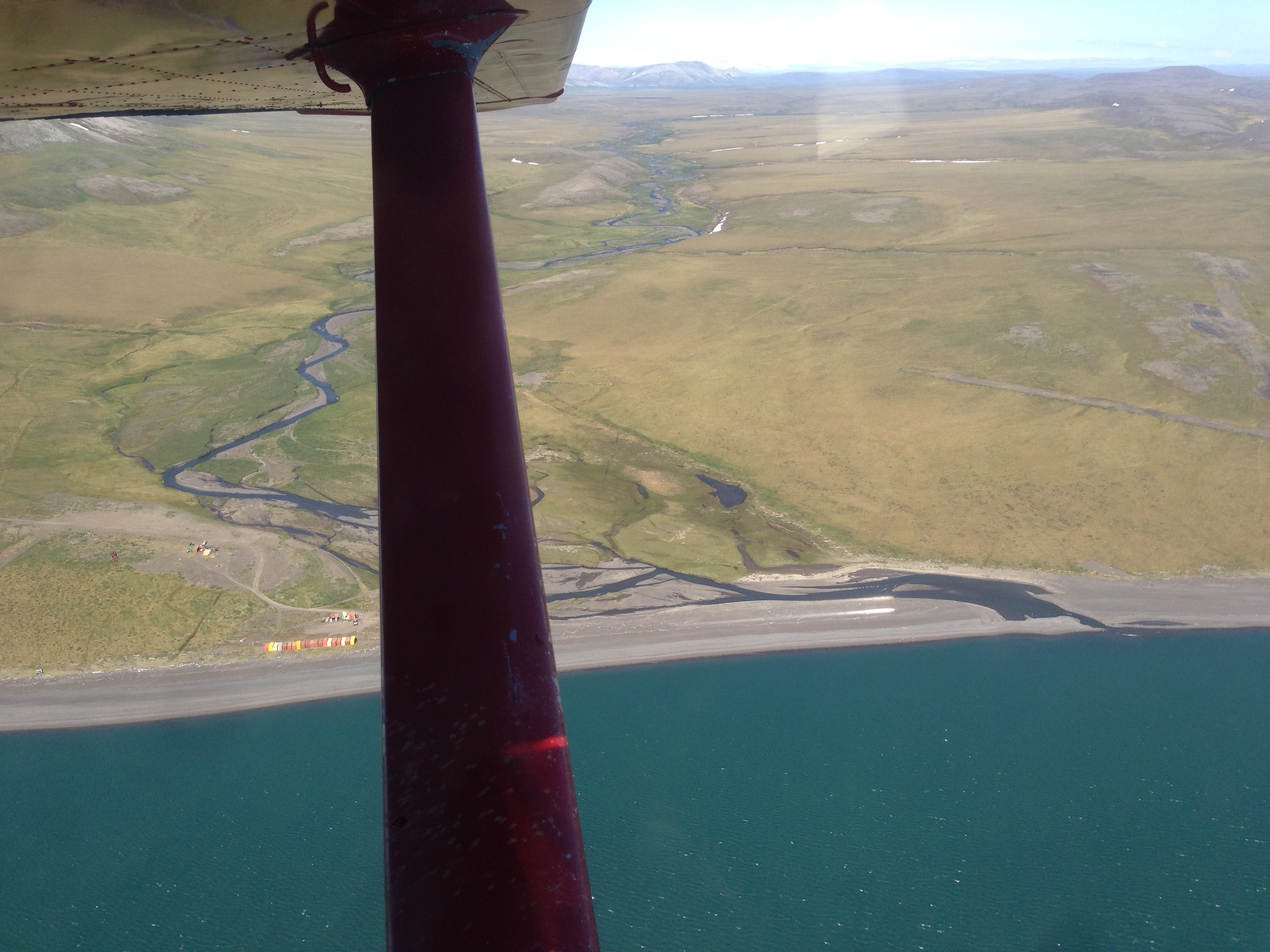
لقطة جوية للمشروع

مشروع شاريوت النووي هو مشروع مقترح من قبل لجنة الطاقة الذرية الأمريكية عام 1958 لإنشاء ميناء اصطناعي على المنحدر الشمالي من ولاية ألاسكا عن طريق دفن وتفجير سلسلة من الأجهزة النووية.

## التاريخ
نشأ المشروع كجزء من مشروع بلوشير وهو مشروع بحث للعثور على الاستخدامات السلمية للمتفجرات النووية. وقد دافع إدوارد تيلر عن الخطة حيث سافر في جميع أنحاء الولاية وهو يروج للميناء على أنه تطور اقتصادي هام لأحدث ولاية في الولايات المتحدة. القادة السياسيين في ألاسكا من رؤساء تحرير الصحف ورئيس جامعة الولاية وحتى الكنائيس كلها تجمعت لدعم التفجير الضخم. كان الكونجرس قد مر قانون تنظيم ولاية ألاسكا قبل بضعة أسابيع من الانفجار. وجاءت المعارضة من قرية إينوبايات إسكيمو الصغيرة في بوينت هوب وهو عدد قليل من العلماء الذين شاركوا في الدراسات البيئية. وسرعان ما التقطت المنظمات ذات الامتدادات الوطنية احتجاجات القاعدة الشعبية مثل جمعية الحياة البرية ونادي سييرا ولجنة باري كومنر للمعلومات النووية. في عام 1962 وفي مواجهة تزايد القلق العام بشأن المخاطر البيئية وإمكانية تعطيل حياة الأسكيمو أعلنت لجنة الطاقة الذرية الأمريكية أن مشروع شاريوت سيكون «موقفًا» ولكن لم يتم إلغاؤه رسميا. بالإضافة إلى اعتراضات السكان المحليين لم يتم تحديد أي استخدام عملي لمثل هذا الميناء. أشارت الدراسات البيئية التي أجرتها لجنة الطاقة الذرية الأمريكية إلى أن التلوث الإشعاعي الناجم عن الانفجار المقترح يمكن أن يؤثر سلبًا على صحة وسلامة السكان المحليين الذين تعتمد سبل معيشتهم على حيوانات الصيد. أشارت التحقيقات إلى أن الإشعاع الناتج عن العواقب في جميع أنحاء العالم يتحرك بكفاءة غير عادية في السلسلة الغذائية في المنطقة القطبية الشمالية. سافر مسئولي الولاية على الفور إلى الموقع ووجدوا مستويات منخفضة من النشاط الإشعاعي على عمق قدمين (60 سم) في تل الدفن. طالب سكان غاضبون من قرية بوينت هوب في منطقة إنوبيات بإزالة التربة الملوثة والتي قامت بها الحكومة بتكلفة كبيرة. تم تحويل المشروع إلى دراسة عن التأثيرات الاقتصادية للتداعيات النووية على مجتمعات السكان الأصليين.